# ماركو تيزا
ماركو تيزا (بالإنجليزية: Marco Tizza)‏ (و. 1992  م) هو راكب دراجة هوائية إيطالي، ولد في مقاطعة منزا وبريانسا، مركز لعبه هو متخصص التسلق ‏.

## سجل الفوز

### سباقات أو مراحل فاز بها
| التاريخ        | السباق                            | المركز                  |
| -------------- | --------------------------------- | ----------------------- |
| 29 مايو 2016   | 2016 Boucles de l'Aulne           | السادس في التصنيف العام |
| 20 يوليو 2016  | 2016 Grand Prix Pino Cerami       | الثامن في التصنيف العام |
| 15 سبتمبر 2016 | 2016 Coppa Ugo Agostoni           | الثامن في التصنيف العام |
| 17 سبتمبر 2016 | ميموريال ماركو بانتاني 2016       | الخامس في التصنيف العام |
| 09 يوليو 2017  | طواف سيبيو للدراجات 2017          | الخامس في التصنيف العام |
| 15 أغسطس 2017  | فولتا البرتغال 2017               | العاشر في تصنيف النقاط  |
| 01 يناير 2018  | 2018 Trofeo Matteotti             | المركز الثالث           |
| 31 مارس 2018   | فولتا ليمبورغ الكلاسيكي 2018      | المركز الثاني           |
| 11 أغسطس 2018  | طواف برغش 2018                    | الثامن في تصنيف النقاط  |
| 19 سبتمبر 2018 | جيرو دي توسكانا 2018              | الخامس في التصنيف العام |
| 14 أبريل 2019  | 2019 GP Beiras e Serra da Estrela | الرابع في التصنيف العام |

## روابط خارجية
- ماركو تيزا على موقع الاتحاد الدولي للدراجات (الإنجليزية)
- ماركو تيزا على موقع أرشيف الدراجات (الإنجليزية)
- ماركو تيزا على موقع إحصائيات الدراجات الإحترافية (الإنجليزية)
- ماركو تيزا على موقع نسبة الدراجات (الإنجليزية)
- ماركو تيزا على موقع CycleBase (الإنجليزية)